# Svartmunssnäcka
Svartmunssnäcka, (Otala lactea) är en snäckart som först beskrevs av Otto Friedrich Müller 1774. Otala lactea ingår i släktet Otala och familjen storsnäckor. Inga underarter finns listade i Catalogue of Life.

## Bildgalleri

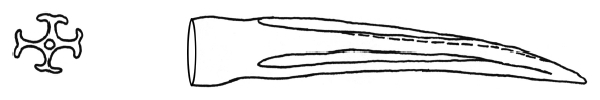
Teckning av artens kärlekspil.